# Антюх Наталія Миколаївна
Наталія Миколаївна Антюх  (рос. Антюх Наталья Николаевна; 26 червня 1981) — російська легкоатлетка, попалась на допінгу, усі результати з липня 2012 до червня 2013 анульовані.

## Виступи на Олімпіадах
| Олімпіада   | Дисципліна                      | Місце           |
| ----------- | ------------------------------- | --------------- |
| Афіни 2004  | біг на 400 метрів               | 3               |
| Афіни 2004  | естафета 4 x 400 метрів         | 2               |
| Лондон 2012 | біг на 400 метрів з перешкодами | дискваліфікація |
| Лондон 2012 | естафета 4 x 400 метрів         | дискваліфікація |